# Allium scharobitdinii
Allium scharobitdinii — вид трав'янистих рослин родини амарилісові (Amaryllidaceae), ендемік Узбекистану.

## Опис
Цибулина одиночна, яйцеподібна довжиною 10–15 мм, шириною 5–10 мм, зовнішні оболонки папері, чорнуваті. Цибулинки фіолетові яйцеподібні, довжиною ≈ 1 см. Стеблина гладка, пряма 15–30 см завдовжки. Листків 2–4, 1–2 мм завтовшки, майже циліндричні, гладкі. Суцвіття півкулясте, нещільне. Квітки чашоподібні, білясті з зеленими жилками. Листочки оцвітини еліптично-яйцеподібні тупі, завдовжки 4–4.5 мм, майже гострі. Пиляки фіолетові.

## Поширення
Ендемік Узбекистану.